# Elmer Gantry (romance)
Elmer Gantry é um romance escrito por Sinclair Lewis em 1926 que representa satiricamente aspectos da atividade religiosa da América nos círculos fundamentalistas e evangelísticos e a atitude pública nos anos 1920 relativamente ao tema. Esta desapiedada sátira de Sinclair lida com  religiosidade e a hipocrisia fanáticas nos Estados Unidos na década de 1920, apresentando um pregador asqueroso (o Reverendo Dr. Elmer Gantry) como protagonista que prefere "seduzir jovens garotas", bebida e dinheiro fácil em vez de salvar almas, ao mesmo tempo que converte uma cruzada de revivalismo numa tenda itinerante num império da rádio extremamente rentável e permanente para os seus empregadores da igreja evangélica.
Elmer Gantry foi publicado pela primeira vez nos EUA pela editora Harcourt Trade Publishers em março de 1927 e foi dedicado por Lewis ao jornalista e satírico norte-americano Henry Louis Mencken.

## Antecedentes
Lewis realizou pesquisas para o romance observando o trabalho de vários pregadores em Kansas City nas suas reuniões às quartas-feiras chamadas de "Escola dominical". Ele primeiro trabalhou com William L. "Big Bill" Stidger, pastor da Igreja Metodista Episcopal em Kansas City, Missouri.
Stidger apresentou Lewis a muitos outros clérigos, entre eles o Reverendo Leon M. Birkhead, um unitário e agnóstico. Lewis preferia o liberal Birkhead ao conservador Stidger, e na sua segunda visita a Kansas City, Lewis escolheu Birkhead como seu guia.
Outros clérigos de Kansas City que Lewis entrevistou foram Burris Jenkins, Earl Blackman, I. M. Hargett, Bert Fiske e Robert Nelson Horatio Spencer, tendo este último sido reitor de uma grande Igreja Episcopal que agora é a Catedral da Diocese Episcopal de West Missouri.
A personagem Sharon Falconer foi vagamente baseada em elementos da carreira da Evangelista de rádio americano nascida no Canadá Aimee Semple McPherson, que fundou em 1922 a Igreja Cristã Pentecostal International Church of the Foursquare Gospel.

## Resumo
O romance conta a história de um jovem narcísico, mulherengo e atleta universitário que abandona a sua ambição inicial de se tornar um advogado. A profissão de advogado não condiz com o amoral Gantry que então se torna num notório e cínico alcoólico. Gantry é erroneamente ordenado como pastor batista, atua brevemente como um evangelista do Novo Pensamento e acaba por se tornar um pastor metodista. É o mentor de Sharon Falconer, uma evangelista itinerante. Gantry torna-se seu amante, mas perde-a e à sua posição dominante quando ela morre num incêndio no seu novo tabernáculo.
Ao longo da sua carreira, Gantry contribui para a queda, a lesão física e até mesmo a morte de pessoas importantes à sua volta, incluindo um pastor genuíno, Frank Shallard. Por fim, Gantry casa-se com uma mulher abonada e fica a pastorear uma grande congregação na cidade fictícia de Zenith criada por Lewis no centro-norte dos EUA.

## Recepção
Mark Schorer, Então na Universidade da Califórnia, Berkeley, anotou: "As forças do bem social e do iluminismo, tal como apresentadas em Elmer Gantry não são suficientemente fortes para oferecer alguma resistência real às forças do mal social e da banalidade." Schorer também diz que, enquanto pesquisava para o livro, Lewis assistiu a dois ou três missas todos os domingos enquanto esteve em Kansas City e que: "Ele aproveitou-se da mínima experiência possível na comunidade religiosa". O resultado é um romance que representa satiricamente a actividade religiosa da América nos círculos evangelísticos e as atitudes da década de 1920 relativamente a ela.  
Publicado em 1927, Elmer Gantry criou uma onda de protestos pública. O livro foi proibido em Boston e noutras cidades e denunciado nos púlpitos por todos os EUA. Um clérigo sugeriu que Lewis fosse preso por cinco anos, e houve também ameaças de violência física contra o escritor. O famoso evangelista da rádio Billy Sunday apelidou Lewis de "companheiro de Satanás".
Elmer Gantry atingiu o primeiro lugar de vendas do livro de ficção em 1927, de acordo com a Publisher's Weekly.
Pouco depois da publicação de Elmer Gantry, H. G. Wells publicou um artigo de jornal amplamente distribuído chamado O Novo Povo Americano, baseando grande parte das suas observações sobre a cultura americana nos romances de Lewis.
Elmer Gantry também aparece como personagem menor em dois posteriores e menos conhecidos romances de Lewis: The Man Who Knew Coolidge e Gideon Planish.

## Adaptações
- Peça no Playhouse Theatre da Broadway em Nova Iorque estreada em 7 de agosto de 1928, tendo tido 48 representações. O elenco incluía Edward Pawley como Elmer Gantry e Vera Allen como Sharon Falconer.[8]
- O filme com o mesmo nome do livro, Elmer Gantry, de 1960 em que contracenam Burt Lancaster como Gantry e Jean Simmons como Sharon Falconer.[9]
- Um musical na Broadway intitulado Gantry, que apenas teve a representacao da estreia em 4 de Fevereiro de 1970.[10]
- Em 1998 Richard Rossi adaptou, produziu e representou a sua própria adaptação de Elmer Gantry.[11]
- Uma ópera, também intitulada Elmer Gantry, composta por Robert Aldridge, com libreto de Herschel Garfein, que se estreou no teatro James K. Polk, em Nashville em novembro de 2007.[12]